# Tonga Fifita
Tonga 'Uli'uli Fifita (Nuku'alofa, 3 februari 1959) is een Tongaans professioneel worstelaar die vooral bekend is van zijn tijd bij World Championship Wrestling als Meng en World Wrestling Federation als King Tonga, King Haku en Haku.
Tijdens zijn periode in de WWF, won hij een keer het WWF World Tag Team Championship en een Slammy Award, in 1987. In WCW won hij een keer het WCW Hardcore Championship. 

## Persoonlijk leven
Fifita is getrouwd met Dorothy Koloamatangi. Ze hebben een dochter, Vika, een zoon, Tevita, en twee geadopteerde zonen, Alipate en Taula. Zijn zoon Tevita is ook een professionele worstelaar die actief is in de WWE als Camacho.

## In het worstelen
- Finishers
  - Asian Spike
  - Savate kick
- Tongan death grip

- Signature moves
  - Backbreaker
  - Back body drop
  - Belly to back suplex
  - Chops, with theatrics
  - Diving splash
  - Dragon sleeper
  - Electric chair drop
  - Headbutt
  - Inverted atomic drop
  - Samoan drop
  - Scoop powerslam

- Managers
  - Bobby Heenan
  - James J. Dillon
  - Col. Robert Parker
  - Jimmy Hart
  - Paisley

- Bijnaam
  - "The Face Of Terror"

- Opkomstnummers
  - "The Great Gate of Kiev" (WWF)

## Prestaties
- All Japan Pro Wrestling
  - January 2 Korakuen Hall Heavyweight Battle Royal Winner (1981)

- Lutte Internationale (Montreal)
  - Canadian International Heavyweight Championship (1 keer)
  - Canadian International Tag Team Championship (1 keer: met Richard Charland)

- NWA Hawaii
  - NWA Hawaii Heavyweight Championship (1 keer)

- NWA Mid-America
  - NWA World Six-Man Tag Team Championship (1 keer: met Ken Lucas & George Gulas)

- Super World of Sports
  - SWS Tag Team Championship (2 keer: met Yoshiaki Yatsu)

- Tokyo Sports Grand Prix
  - Effort Award (1980)

- World Championship Wrestling
  - WCW Hardcore Championship (1 keer)

- World League Wrestling
  - WLW Heavyweight Championship (3 keer)

- World Wrestling Council
  - WWC North American Tag Team Championship (1 keer: met Gran Apolo)
  - WWC Puerto Rico Heavyweight Championship (2 keer)
  - WWC World Tag Team Championship (1 keer: met Hercules Ayala)

- World Wrestling Federation
  - WWF World Tag Team Championship (1 keer: met André the Giant)
  - Slammy Award
    - "Bobby 'The Brain' Heenan Scholarship Award" (1987) met Tama, André The Giant, Hercules, King Kong Bundy en Harley Race

- Wrestling Observer Newsletter awards
  - Worst Worked Match of the Year (1996) met Ric Flair, Arn Anderson, The Barbarian, Lex Luger, Kevin Sullivan, Z-Gangsta & The Ultimate Solution vs. Hulk Hogan & Randy Savage op 24 maart.